# 골든티켓어워즈
골든티켓어워즈(Golden Ticket Awards)는 대한민국에서 공연된 뮤지컬 등의 작품을 대상으로 하는 상이다. 매년 한해 동안 관객에게 눈물과 웃음, 감동을 안겨준 공연 가운데 최고의 티켓파워를 보여준 공연과 공연 흥행을 이끈 주역을 선정하여 시상하는 공연상이다. 인터파크 티켓에서 주관하고 시상한다.

## 역사
골든티켓어워즈는 2005년 제1회 시상식을 개최하여, 총 6개 부문에 시상하였다. 제11회 골든티켓어워즈는 2015년 1월 1일부터 12월 31일까지 인터파크에서 판매한 유료 공연을 대상으로, 총 15개 부문에 대해 시상했다.

## 역대 대상 수상작
- 시상 부문 명칭은 2005년~2007년 최고의 공연, 2008년~2013년 최고의 작품 대상이었으며, 2014년부터 골든티켓 대상으로 바뀌었다.

| 회차   | 연도        | 대상                              |
| 제1회  | 2005년      | 뮤지컬 《오페라의 유령》 내한공연 |
| 제2회  | 2006년      | 뮤지컬 《맘마미아》               |
| 제3회  | 2007년      | 뮤지컬 《캣츠》 내한공연          |
| 제4회  | 2008년      | 뮤지컬 《맘마미아》               |
| 제5회  | 2009년      | 연극 《늘근도둑 이야기》          |
| 제6회  | 2010년      | 뮤지컬 《모차르트》               |
| 제7회  | 2011년      | 뮤지컬 《지킬앤하이드》           |
| 제8회  | 2012년      | 뮤지컬 《엘리자벳》               |
| 제9회  | 2013년      | 뮤지컬 《엘리자벳》               |
| 제10회 | 2014년      | 뮤지컬 《드라큘라》               |
| 제11회 | 2015년      | 뮤지컬 《팬텀》                   |
| 제12회 | 2016년      | 뮤지컬 《마타하리》               |
| 제13회 | 2017-2018년 | 뮤지컬 《레베카》                 |
| 제14회 | 2018-2019년 | 뮤지컬 《웃는 남자》              |
| 제15회 | 취소된      |                                   |
| 제16회 | 2021-2022년 | 뮤지컬 《프랑켄슈타인》           |
| 제17회 | 2022-2023년 | 뮤지컬                            |

## 역대 부문별 수상작(자)

### 2005년 제1회
- 최고의 공연 : 오페라의 유령 내한공연
- 최우수 콘서트 : GOD 콘서트
- 최고의 내한 뮤지컬 : 오페라의 유령
- 최고의 남자배우 : 조승우
- 최고의 라이센스 뮤지컬 : 지킬 앤 하이드
- 최고의 인기검색어 : 김장훈

### 2006년 제2회
- 최고의 공연 : 뮤지컬 맘마미아
- 최우수 콘서트 : 동방신기 콘서트
- 최고의 연극 : 연극 이
- 최고의 남자배우 : 오만석(뮤지컬<김종욱찾기>)
- 최고의 여자배우 : 김소현(뮤지컬<브루클린>)
- 최고의 변신배우 : 이석준 (뮤지컬<헤드윅>)
- 최고의 인기키워드 : 동방신기
- 최고의 내한 뮤지컬 : 뮤지컬 노트르담드 파리
- 최고의 라이센스 뮤지컬 :  뮤지컬 헤드윅
- 최고의 창작 뮤지컬 : 뮤지컬 김종욱 찾기
- 최고의 프로포즈 공연 : 뮤지컬 아이러브유
- 최고의 전국투어 : 이승환 콘서트
- 최고의 조인트 콘서트 : 이수영,빅마마,바이브,SG워너비와 함께하는 로얄필하모니 콘서트
- 최고의 인디밴드 콘서트 : 에픽하이 콘서트
- 최고의 튀는 콘서트 제목 : 김장훈 굴욕 쌍쌍파티

### 2007년 제3회
- 최고의 공연 : 캣츠 내한공연
- 최우수 콘서트 : 이승환 콘서트
- 최고의 연극 : 라이어 1탄
- 최고의 뮤지컬 남자배우 : 조승우(<맨오브라만차>)
- 최고의 뮤지컬 여자배우 : 최정원(<맘마미아>/<시카고>)
- 최고의 연극 남자배우 : 조재현
- 최고의 연극 여자배우 : 고두심(<친정엄마>)
- 최고의 클래식 오페라 : 조수미 & 요한 슈트라우스 오케스트라
- 최고의 뮤지컬 넘버 : 캣츠 메모리즈
- 한국에 소개되었으면 하는 뮤지컬 : 레미제라블
- 최고의 내한 뮤지컬 : 캣츠 내한공연
- 최고의 라이센스 뮤지컬 :  헤어스프레이
- 최고의 창작 뮤지컬 : 대장금
- 최고의 내한 콘서트 : 비욘세 내한공연
- 내한이 기대되는 해외 뮤지션 : 저스틴 팀버레이크
- 최고의 티켓파워 뮤지션 : 이승환
- 콘서트 브랜드 파워 : 이승환의 무적
- 뮤지컬 스타 : 옥주현(<시카고>)
- 차세대 기대주: 김무열(<쓰릴미>)

### 2008년 제4회
- 최고의 작품 대상: 뮤지컬 맘마미아
- 뮤지컬 작품상 : 뮤지컬 맘마미아
- 국내콘서트 작품상 : 조용필40주년 기념 콘서트
- 뮤지컬 남우주연상 : 성기윤
- 뮤지컬 여우주연상 : 최정원
- 연극 남우 주연상 : 황정민
- 연극 여우 주연상 : 이지하
- 내한 콘서트 작품상 : 샐린디온 내한공연
- 연극 작품상 : 라이어
- 클래식 작품상 : 피치 오페라 아이다&투란도트 연속공연
- 무용-전통예술 작품상 : 아메리칸 발렌시어터 - 돈키호테
- 국내콘서트 뮤지션상 : 조용필
- 내한콘서트 뮤지션상 : 셀린 디온
- 클래식/무용 아티스트상 : 리처드 용재 오닐
- 뮤지컬 기대주상 : 김진우

### 2009년 제5회[3]
- 최고의 작품 대상 : 연극 <늘근도둑 이야기>
- 뮤지컬 작품상 : 뮤지컬 드림걸즈
- 국내콘서트 작품상 : 이승철 콘서트
- 뮤지컬 남우주연상 : 박건형
- 뮤지컬 여우주연상 : 홍지민
- 연극 남우주연상 : 박철민
- 연극 여우주연상 : 강부자
- 내한콘서트 작품상 : 사라 브라이트만 내한공연
- 연극 작품상 :  연극 늘근도둑이야기
- 클래식 작품상 : Summer Classics
- 무용-전통예술 작품상 : 스노우맨
- 국내콘서트 뮤지션상 : 이승철
- 내한콘서트 뮤지션상 : 사라 브라이트만
- 클래식/무용 아티스트상 : 장사익
- 뮤지컬 기대주상 : 박정민

### 2010년 제6회[4]
- 최고의 작품 대상 : 모차르트
- 뮤지컬 작품상 : 모차르트
- 국내콘서트 작품상 : 김장훈 싸이 <완타치>
- 뮤지컬 남우주연상 : 김준수
- 뮤지컬 여우주연상 : 옥주현
- 연극 남우주연상 : 서현철
- 연극 여우주연상 : 문근영
- 내한콘서트 작품상 : 시티비원더 내한공연
- 연극 작품상 : 뉴 보이보잉 1탄
- 클래식 작품상 : Summer Classics
- 무용-전통예술 작품상 : 유니버설발레단 호두까기인형
- 다시 보고 싶은 공연 작품상 : 모차르트
- 국내콘서트 뮤지션상 : 김장훈 / 싸이
- 내한콘서트 뮤지션상 : 스티비 원더
- 클래식/무용전통 아티스트상 : 장사익
- 뮤지컬 기대주상 : 규현

### 2011년 제7회[5]
- 최고의 작품 대상 : 지킬앤하이드
- 뮤지컬 작품상 : 지킬앤하이드
- 국내콘서트 작품상 : 조용필<바람의 노래>
- 뮤지컬 남자배우상 : 조승우
- 뮤지컬 여자배우상 : 정선아
- 연극 남자배우상 : 정보석
- 연극 여자배우상 : 강부자
- 내한콘서트 작품상 : 에릭클랩튼 내한공연
- 연극 작품상 : 거미여인의 키스
- 클래식 작품상 : Summer Classics
- 무용-전통예술 작품상 : 유니버설발레단 호두까기인형
- 오픈런 작품상 : 뮤지컬 김종욱찾기
- 국내콘서트 뮤지션상 : 조용필
- 내한콘서트 뮤지션상 : 마룬파이브
- 클래식/무용전통 아티스트상 : 정명훈
- 뮤지컬 기대주상 : 양요섭
- 2013뮤지컬기대작 : 엘리자벳

### 2012년 제8회[6]
- 최고의 작품 대상 : 뮤지컬 엘리자벳
- 뮤지컬 작품상 : 엘리자벳
- 국내콘서트 작품상 : 2012 컬투 크리스말쇼
- 뮤지컬 남자배우상 : 김준수
- 뮤지컬 여자배우상 : 옥주현
- 연극 남자배우상 : 이성민
- 연극 여자배우상 : 강부자
- 내한콘서트 작품상 : 레이디가가 내한공연
- 연극 작품상 : 장진의 서툰사람들
- 클래식 작품상 : 유니버설발레단 호두까기 인형
- 글로벌 공연상 : 뮤지컬 캐치미 이프유캔
- 국내콘서트 뮤지션상 : 김준수
- 내한콘서트 뮤지션상 : 마룬파이브
- 클래식.무용.전통예술 아티스트상 : 이루마
- 관객투표 인기상 : 김준수

### 2013년 제9회[7]
- 대상 : 뮤지컬 레미제라블
- 뮤지컬 : 레미제라블
- 연극 : 클로저
- 국내콘서트 : 조용필 전국투어 HELLO
- 내한콘서트 : 제이슨 므라즈
- 클래식.무용.전통예술 : 호두까기인형(유니버설발레단)
- 글로벌공연 : 신화 THE CLASSIC
- 페스티벌 : 그랜드
- 뮤지컬 남자배우 : 정성화(<레미제라블>)
- 뮤지컬 여자배우 : 옥주현(<엘리자벳>/<레베카>)
- 연극 남자배우 : 신구(<아버지와 나와 홍매와>)
- 연극 여자배우 : 김혜자(<오스카! 신에게 보내는 편지>)
- 국내콘서트 뮤지션 : 조용필(<헬로(HELLO)>)
- 내한콘서트 뮤지션 :제이슨 므라즈(내한공연)
- 클래식/무용,전통아티스트 : 이루마 (전국투어콘서트)
- 관객투표 인기상 : 김준수

### 2014년 제10회
- 대상 : 뮤지컬 드라큘라
- 뮤지컬 : 모차르트
- 연극 : 황금연못
- 국내콘서트 : 이선희 30주년 기념 콘서트
- 내한콘서트 : 브루노 마스
- 클래식.무용.전통예술 : 상트페테르부르크 국립아이스발레단
- 글로벌공연 : 뮤지컬 드라큘라
- 페스티벌 : 그랜드 민트 페스티벌
- 뮤지컬 남자배우 : 김준수(<드라큘라>/<디셈버>)
- 뮤지컬 여자배우 : 정선아(<위키드>/<드라큘라>) 옥주현(<위키드>/<마리 앙투아네트>)
- 연극 남자배우 : 이순재(<사랑별곡>/<황금연못>)
- 연극 여자배우 : 강부자(<친정엄마와 2박3일>)
- 국내콘서트 뮤지션 : 박효신(<15주년 기념 투어>)
- 내한콘서트 뮤지션 : 브루노 마스(내한공연)
- 클래식/무용,전통아티스트 : 장사익(장사익 소리판 '찔레꽃')
- 관객투표 인기상 : 김준수

### 2015년 제11회[8]
| 부문                        | 수상자      | 공연                                           |
| --------------------------- | ----------- | ---------------------------------------------- |
| 대상                        |             | 《팬텀》                                       |
| 뮤지컬 작품상               |             | 《노트르담 드 파리》 프렌치 오리지널           |
| 연극 작품상                 |             | 《프라이드》                                   |
| 클래식·무용·전통예술 작품상 |             | 《유니버설 발레단 호두까기 인형》              |
| 페스티벌                    |             | 《서울재즈페스티벌 2015》                      |
| 뮤지컬 남자배우상           | 류정한      | 《맨 오브 라만차》,《지킬앤하이드》,《팬텀》   |
| 뮤지컬 여자배우상           | 조정은      | 《엘리자벳》,《레미제라블》,《지킬앤하이드》   |
| 연극 남자배우상             | 이석준      | 《M.Butterfly》,《프로즌》,《카포네 트릴로지》 |
| 연극 여자배우상             | 김지현      | 《스피킹 인 텅스》,《카포네 트릴로지》         |
| 국내콘서트 뮤지션상         | 신화        | 《2015 SHINHWA 17th ANNIVERSARY CONCERT - WE》 |
| 내한콘서트 해외뮤지션상     | 폴 매카트니 | 《PAUL McCARTNEY 현대카드 슈퍼콘서트 20》      |
| 클래식·무용·전통 아티스트   | 조수미      | 《그리운 날의 기억》                           |
| 씬스틸러상                  | 신영숙      | 《팬텀》                                       |
| 최고의 라이브 밴드상        | 넬          | 《NELL'S SEASON》                              |
| 인기상                      | 김준수      | 《데스노트》                                   |

### 2016년 제12회
| 부문                        | 수상자          | 공연                                                    |
| --------------------------- | --------------- | ------------------------------------------------------- |
| 대상                        |                 | 《마타하리》                                            |
| 뮤지컬 작품상               |                 | 《노트르담 드 파리》                                    |
| 연극 작품상                 |                 | 《엘리펀트 송》                                         |
| 클래식·무용·전통예술 작품상 |                 | 《유니버설 발레단 호두까기 인형》                       |
| 페스티벌                    |                 | 《그랜드 민트 페스티벌 2016》                           |
| 뮤지컬 남자배우상           | 류정한          | 《레베카》,《마타하리》,《몬테크리스토》,《잭 더 리퍼》 |
| 뮤지컬 여자배우상           | 신영숙          | 《레베카》,《맘마 미아!》,《팬텀》,《모차르트!》        |
| 연극 남자배우상             | 박은석          | 《클로저》,《엘리펀트 송》,《히스토리 보이즈》          |
| 연극 여자배우상             | 박소담          | 《렛미인》,《클로저》                                   |
| 국내콘서트 뮤지션상         | 국카스텐        | 《SQUALL》,《HAPPENING》                                |
| 내한콘서트 해외뮤지션상     | 사라 브라이트먼 | 《2016 사라 브라이트만 내한공연 GALA WITH ORCHESTRA》   |
| 클래식·무용·전통 아티스트   | 금난새          | 《금난새의 오페라이야기》 등                            |
| 씬스틸러상                  | 구원영          | 《도리안 그레이》                                       |
| 최고의 인디뮤지션상         | 스탠딩 에그     | 《VOICE TOUR》,《RAINBOW TOUR》 등                      |
| 인기상                      | 김준수          | 《도리안 그레이》                                       |

### 2017-2018년 제13회
| 부문                        | 수상자     | 공연                                            |
| --------------------------- | ---------- | ----------------------------------------------- |
| 대상                        |            | 《레베카》                                      |
| 뮤지컬 작품상               |            | 《레베카》                                      |
| 연극 작품상                 |            | 《스페셜 라이어》                               |
| 클래식·무용·전통예술 작품상 |            | 《국립발레단 호두까기 인형》                    |
| 페스티벌                    |            | 《서울재즈페스티벌 2017》                       |
| 뮤지컬 남자배우상           | 정성화     | 《광화문연가》,《레베카》,《영웅》,《킹키부츠》 |
| 뮤지컬 여자배우상           | 옥주현     | 《레베카》,《마타하리》,《안나 카레니나》 외    |
| 연극 남자배우상             | 이순재     | 《사랑해요 당신》,《앙리 할아버지와 나》        |
| 연극 여자배우상             | 김슬기     | 《앙리 할아버지와 나》                          |
| 국내콘서트 뮤지션상         | 방탄소년단 | 《BTS LIVE TRILOGY EPISODE Ⅲ》                  |
| 내한콘서트 해외뮤지션상     | 콜드플레이 | 《콜드플레이 내한공연 현대카드 슈퍼콘서트 22》  |
| 클래식·무용·전통 아티스트   | 금난새     | 《성남교향악단 신년음악회》                     |
| 씬스틸러상                  | 정동화     | 《타이타닉》                                    |
| 최고의 인디뮤지션상         | 멜로망스   | 《멜로망스 단독콘서트 '선물'》                  |
| 인기상                      | 이순재     | 《앙리 할아버지와 나》 외                       |

### 2018-2019년 제14회
| 부문                        | 수상자     | 공연                                                          |
| --------------------------- | ---------- | ------------------------------------------------------------- |
| 대상                        |            | 《웃는 남자》                                                 |
| 뮤지컬 작품상               |            | 《웃는 남자》                                                 |
| 연극 작품상                 |            | 《아마데우스》                                                |
| 클래식·무용·전통예술 작품상 |            | 《국립발레단 호두까기 인형》                                  |
| 페스티벌                    |            | 《서울재즈페스티벌 2018》                                     |
| 뮤지컬 남자배우상           | 박효신     | 《웃는 남자》                                                 |
| 뮤지컬 여자배우상           | 신영숙     | 《웃는 남자》,《엘리자벳》,《더 라스트 키스》                 |
| 연극 남자배우상             | 이순재     | 《그대를 사랑합니다.》,《장수상회》,《앙리 할아버지와 나》 외 |
| 연극 여자배우상             | 손숙       | 《그대를 사랑합니다.》,《장수상회》 외                        |
| 국내콘서트 뮤지션상         | 싸이       | 《흠뻑쇼 SUMMER SWAG》,《올나잇스탠드》                       |
| 내한콘서트 해외뮤지션상     | 마룬 5     | 《2019 마룬5 내한공연 Maroon 5 Red Pill Blues Tour in Seoul》 |
| 클래식·무용·전통 아티스트   | 금난새     | 《금난새의 크리스마스 선물》,《금난새 클래식 판타지아》 외    |
| 씬스틸러상                  | 김호영     | 《맨오브라만차》                                              |
| 최고의 인디뮤지션상         | 폴킴       | 《폴킴 단독콘서트 'Filter'》 외                               |
| 인기상                      | 방탄소년단 | 《방탄소년단 콘서트 BTS WORLD TOUR 'LOVE YOURSELF'》          |
| 중소극장 뮤지컬배우상       | 정동화     | 《랭보》,《스토리 오브 마이 라이프》 외                       |

### 2021-2022년 제16회
| 부문                        | 수상자      | 공연                            |
| --------------------------- | ----------- | ------------------------------- |
| 대상                        |             | 《프랑켄슈타인》                |
| 뮤지컬 작품상               |             | 《시카고》                      |
| 연극 작품상                 |             | 《라스트 세션》                 |
| 클래식·무용·전통예술 작품상 |             | 《유니버셜발레단 호두까기인형》 |
| 페스티벌                    |             |                                 |
| 뮤지컬 남자배우상           | 전동석      | 《프랑켄슈타인》                |
| 뮤지컬 여자배우상           | 최정원      | 《시카고》                      |
| 연극 남자배우상             | 이순재      | 《리어왕》                      |
| 연극 여자배우상             | 장영남      | 《리차드3세》                   |
| 국내콘서트 뮤지션상         | 이찬원      | 《Chan's Time》                 |
| 내한콘서트 해외뮤지션상     | -           | -                               |
| 클래식·무용·전통 아티스트   | 히사이시 조 | 《히사이시 조 영화음악 콘서트》 |
| 씬스틸러상                  | 김대종      | 《프랑켄슈타인》                |
| 최고의 인디뮤지션상         | -           | 《-》                           |
| 인기상                      | 이찬원      | 《Chan's Time》                 |
| 중소극장 뮤지컬배우상       | 유리아      | 《인사이드 윌리엄》             |